# Guck woanders hin
Guck woanders hin ist ein deutscher Kurzfilm von Charlotte Ann-Marie Rolfes aus dem Jahr 2011. Weltpremiere war am 28. April 2012 bei den Internationalen Kurzfilmtagen in Oberhausen. Der Film ist eine Produktion der ifs internationale filmschule gmbh in Koproduktion mit den beiden Absolventinnen Anna Knolle und Charlotte Ann-Marie Rolfes. Gedreht wurde der Film unter anderem in Barmen, einem Stadtteil von Jülich am Barmener Baggersee. Ein weiterer Drehort war das Fort Fun Abenteuerland. Gefördert wurde der Kurzfilm mit Mitteln der Film- und Medienstiftung NRW und er erhielt finanzielle Unterstützung durch den Verein Innocence in Danger.

## Handlung
Janna ist 15 Jahre alt und in ihrer Kindheit missbraucht worden. Doch dies verdrängt sie und lernt nach einem Umzug Niklas kennen. Durch ihre Vergangenheit kommt das Verborgene wieder hoch und Janna durchlebt den Missbrauch erneut: als Täterin.

## Kritiken
„Eigentlich könnte alles ganz schön sein für die 14jährige Janna, ein Nachmittag auf der Kirmes und die Aussicht auf lange Sommerferien. Als sie am See einen gleichaltrigen Jungen trifft, ist sofort klar, dass sich beide füreinander interessieren. Was für den Zuschauer als harmlose erste Annäherung beginnt, enthüllt sich als dramatisch scheiternder Versuch Jannas ein eigenes, von ihr bestimmtes ‚erstes Mal‘ zu erleben.
Mit subtilen Elementen deutet die Regisseurin die Missbrauchsgeschichte des Mädchens an. Auf der Suche nach einem normalen Umgang mit unbefangener, körperlicher Nähe holt Janna ihre Geschichte wieder ein. Hervorragend führt die Regisseurin die beiden Laiendarsteller, die in ihren Rollen überzeugen. Besonders beeindruckend ist dabei die Schlüsselszene des Films, in der die Protagonistin nicht nur Opfer bleibt, sondern selbst zur Täterin wird. Die Regisseurin beweist sowohl filmisch als auch inhaltlich einen souveränen Umgang mit dem Thema.“

## Auszeichnungen
Internationale Kurzfilmtage Oberhausen 2012
- Preis für den besten Beitrag des NRW-Wettbewerbs

Kölner Design Preis 2012
- Anerkennungsplatz

Exground Filmfestival Wiesbaden 2012
- Bester Vorfilm im Jugendwettbewerb